# Les Pirates de la Silicon Valley
Pour plus de détails, voir Fiche technique et Distribution.
Les Pirates de la Silicon Valley (Pirates of Silicon Valley) est un téléfilm américain de Martyn Burke réalisé en 1999 et distribué sur le réseau Turner Network Television.

## Synopsis
Les Pirates de la Silicon Valley relate les débuts de la micro-informatique individuelle aux États-Unis du début des années 1970 à la fin des années 1980 et met en scène la rivalité entre les duos Steve Jobs et Steve Wozniak, et Bill Gates et Paul Allen. Les premiers étaient les cofondateurs et PDG d'Apple, qui ont lancé les premiers Apple I et puis les Macintosh, largement basé sur les recherches du Palo Alto Research Center de Xerox. Les seconds étaient les cofondateurs de la société Microsoft, programmeurs du premier Altair Basic sur Altair 8800 puis diffuseur de MS-DOS puis de Windows et de logiciels de bureautique, comme Word et Multiplan et de nombreuses implémentations du langage BASIC sur IBM PC puis compatible PC.
Après le succès mondial de l'Apple II qui a fait la fortune de la société Apple, son nouvel ordinateur, le Macintosh a plusieurs longueurs d'avance sur le couple IBM / Microsoft. Le Macintosh a besoin, pour réussir son lancement, des logiciels de Microsoft. Apple lui prête un prototype en espérant que son Mac OS ne sera pas piraté mais Microsoft développe sa variante Windows associé à la souris d'Apple dans le plus grand secret.
Les deux entreprises s'affrontent dans une compétition technologique et relationnelle.

## Fiche technique
Sauf indication contraire, les informations mentionnées dans cette section peuvent être confirmées par la base de données cinématographiques IMDb,  présente dans la section « Liens externes ».
- Réalisation : Martyn Burke
- Scénario : Paul Freiberger, Michael Swaine, Martyn Burke
- Musique : Frank Fitzpatrick
- Photographie : Ousama Rawi
- Montage : Richard Halsey
- Direction artistique : Brandt Gordon
- Pays d'origine :  États-Unis
- Langue originale : anglais
- Genre : biopic, drame, historique
- Durée : 95 minutes

## Distribution

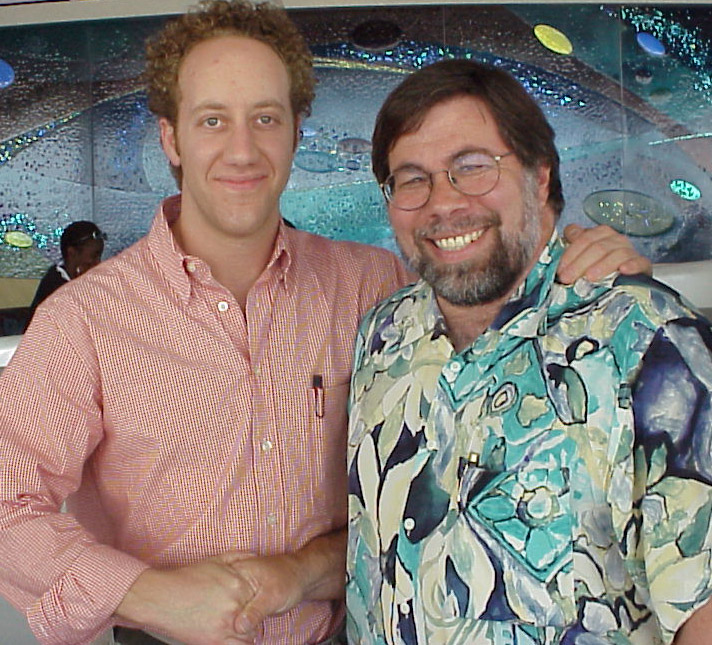
Joey Slotnick (à gauche) joue le rôle de Steve Wozniak (à droite).

- Noah Wyle : Steve Jobs
- Gema Zamprogna: Arlène
- Joey Slotnick : Steve Wozniak
- Anthony Michael Hall : Bill Gates
- John Di Maggio : Steve Ballmer
- Josh Hopkins : Paul Allen
- Allan Royal (en) : John Sculley
- Jeffrey Nordling : Mike Markkula
- Marcus Giamatti : Daniel Kottke

## Commentaires
Ce film, considéré par certains[Qui ?] comme avantageant Apple au détriment de Microsoft, est un exposé, parfois romancé, qui n'hésite cependant pas à égratigner tant le comportement de Bill Gates que celui de Steve Jobs, présenté comme un  gourou mégalomane et colérique[réf. souhaitée]. Il est basé sur les témoignages de personnes, désormais célèbres dans le microcosme de la Silicon Valley, qui ont joué un rôle clé dans la création de ces deux entreprises, et dans leur rivalité naissante. Les incarnations de Steve Ballmer et Steve Wozniak servent ici de narrateurs aux moments clés du film.
Steve Wozniak affirme sur son site web que le film est en grande partie exact, bien qu'il note que certains détails et événements aient été parfois simplifiés, ou beaucoup romancés. Il remarque aussi que les personnages du film sont fidèles à leurs originaux.
Steve Jobs a affirmé à Noah Wyle après la sortie du film qu’il avait détesté tant le film que le scénario mais qu’il avait apprécié le jeu de Wyle, en notant sa ressemblance physique. Jobs invite alors Wyle à la Macworld convention de 1999 pour piéger son audience : Wyle accepte et se présente sur scène habillé comme Jobs, qu’il imite brièvement, avant d’être rejoint par celui-ci qui révèle la supercherie.

## Bande originale
La bande originale consistait en grande partie en musique pop des années 1980. Un des thèmes musicaux principaux était Everybody Wants to Rule the World de Tears for Fears.